# 正史
正史是由史官（或史家）即官方对历史的詳实记录，有別於古代私家编撰之野史。中國古代有“稗官野史”的说法。
「正史」一词最早见於阮孝绪《正史削繁》。有正史之名，始見於《隋書·經籍志》：因紀傳體《史記》、《漢書》之書以帝王（本紀）為綱，故稱正史。至清乾隆四年修《四库全书》，确定《史记》至《明史》二十四部正统纪传体史书为正史，即二十四史。后又有人称「二十五史」、「二十六史」，即将《清史稿》、《新元史》列入正史。《二十五史》之中，字数最少的史书是《陈书》，大约20万字；字数最多的是《清史稿》，约800万字。《明史·藝文志》又分為紀傳、編年二體：所謂正史，為各朝政府為前朝所編修史書；二十五史皆為紀傳體，無編年體。 
现代的中国历史学派通常认为，正史、教科书和戏说是历史叙事的三大体例。

## 東亞各國

### 中國
中國的正史為二十四史，依先後次序分別為：
史記、漢書、後漢書、三國志、晉書、宋書、南齊書、梁書、陳書、魏書、北齊書、周書、隋書、南史、北史、舊唐書、新唐書、舊五代史、新五代史、宋史、遼史、金史、元史和明史。
除二十四史外，战国时期魏国的《竹书纪年》、东汉的《东观汉记》和《汉纪》、北宋的《资治通鉴》、中华民国的《清史稿》和中华人民共和国的《清史》亦为政府组织史官编写的官修正史，范祖禹《唐鉴》、李焘《续资治通鉴长编》、柯劭忞《新元史》、章开沅《清通鉴》等虽系私修史书，但也像《三国志》、《后汉书》與《新五代史》一样得到了中央政府的认可而跻身正史之列。

### 日本
日本的正史統稱“六國史”，依先後次序分別為：
- 日本書纪
- 續日本紀
- 日本後紀
- 續日本後紀
- 日本文德天皇實錄
- 日本三代實錄

在六國史以後，日本朝廷仍有多次續修正史的計畫，但皆處於未完成狀態。

### 越南
越南的正史包括：
大越史記、大越史記全書、欽定越史通鑑綱目和大南實錄。

### 琉球
琉球的正史包括：中山世鑑、中山世谱和球阳。

### 朝鮮半岛
朝鮮的正史包括：
三國史記、高麗史、高麗史節要、东国通鉴和朝鲜王朝实录。